# گولند کلارک
گولند کلارک (انگلیسی: Goland Clarke؛ ۲۵ نوامبر ۱۸۷۵ – ۲۷ اوت ۱۹۴۴) فرد نظامی اهل آفریقای جنوبی بود.